# L'Arche de Noé (mini-série)
 (février 2023).
Si vous disposez d'ouvrages ou d'articles de référence ou si vous connaissez des sites web de qualité traitant du thème abordé ici, merci de compléter l'article en donnant les références utiles à sa vérifiabilité et en les liant à la section « Notes et références ».
Pour les articles homonymes, voir L'Arche de Noé et Noah's Arc.
L'Arche de Noé (Noah's Ark) est une mini-série germano-américain réalisée par John Irvin, diffusée du 2 mai 1999 au 3 mai 1999 sur NBC.

## Synopsis
Dieu a décider provoquer un déluge sur toute la surface Terrestre mais a choisi Noé pour construire une gigantesque arche afin de sauver les siens et toutes les espèces animales...

## Fiche technique
- Titre : L'Arche de Noé
- Titre original : Noah's Ark
- Réalisation : John Irvin
- Scénario : Peter Barnes (en)
- Musique : Paul Grabowsky (en)
- Photographie : Mike Molloy
- Montage : Ian Crafford
- Création des décors : Leslie Binns
- Décoratrice : Jill Eden
- Costumes : Marion Boyce
- Direction artistique : Peter Kendall et Andrew Walpole
- Production :
  - Producteur : Stephen Jones
  - Producteur délégué : Robert Halmi Sr.
- Sociétés de production : Babelsberg Film GmbH et Hallmark Entertainment
- Pays d'origine :  Allemagne,  États-Unis
- Format : Couleurs - 1,33:1 - Stéréo - 35 mm
- Genre : Aventure, fantastique
- Durée : 178 minutes
- Dates de premières diffusions : 
  - États-Unis : 2 mai 1999 (NBC)
  - France : 30 décembre 2000 (France 2)

## Distribution
- Jon Voight : Noé
- Mary Steenburgen : Naamah
- F. Murray Abraham : Loth
- Carol Kane : Sarah
- Mark Bazeley : Shem
- Jonathan Cake : Japhet
- Alexis Denisof : Ham
- Emily Mortimer : Esther
- Sydney Tamiia Poitier : Ruth
- Sonya Walger : Miriam
- James Coburn : colporteur
- Max Phipps (en) : Jezer
- Joseph Spano : Micah
- Terry Norris :grand prêtre
- Jonathan Biggins (en) : premier prêtre
- Michael Sheridan : second prêtre
- Robert Essex : vieux Zur
- Paul Bertram : Joel
- Howard Stanley : Tola
- Julie Day : Bertha
- Monica Maughan (en) : Rachel
- Deni Gordon (en) : mère de Ruth
- Evelyn Krape : mère d'Esther
- Daniel Daperis (en) : jeune Shem
- William Dayble : jeune Japheth
- Jonathan Encavey : jeune Ham
- Dino Marnika : Rufus
- Linda Ross : femme de Micah
- Clarence Biyan : Pirate #1
- Michael O'Malley : Pirate #2

## Autour de la mini-série
- Le tournage s'est déroulé à Glen Rose, au Texas (la majeure partie des scènes avec animaux), ainsi qu'à Melbourne et Point Cook (scènes d'intérieur et effets spéciaux aquatiques), en Australie.

## Récompenses
- Nomination au prix de la meilleure distribution pour une mini-série (Lynn Kressel), par la Casting Society of America en 1999.